# بوب فاولر
بوب فاولر (بالإنجليزية: Bob Fuller)‏ هو عازف ساكسفون أمريكي، ولد في 31 ديسمبر 1898 في نيويورك في الولايات المتحدة، وتوفي في القرن العشرين.

## وصلات خارجية
- بوب فاولر على موقع ميوزك برينز (الإنجليزية)
- بوب فاولر على موقع أول ميوزيك (الإنجليزية)
- بوب فاولر على موقع ديسكوغز (الإنجليزية)